# Wild by Law
Wild by Law ist ein Dokumentarfilm der Regisseure Diane Garey und Lawrence R. Hott aus dem Jahr 1991. Der Film wurde 1992 für den Oscar des besten Dokumentarfilms nominiert.

## Inhalt
Der Film porträtiert den Autor Aldo Leopold, den Millionär, Förster und Gründer der Wilderness Society Bob Marshall und den Verwaltungsbeamten Howard Zahniser und ihren Beitrag dazu den Wilderness Act 1964 Realität werden zu lassen.

## Rezeption
Walter Goodman schrieb 1992 in der New York Times über den Film:

„The hour, which taps historians and environmentalists along with the children of Leopold and Zahniser, provides a look at a corner of American history that will be fresh to most viewers. It ends with the sensible caution that despite the achievement represented by the Wilderness Act, battles over development show no prospect of ending.“

(Die Stunde, die Historiker und Umweltschützer, zusammen mit den Kindern von Leopold und Zahniser, zeigt, liefert einen Blick auf einen Flecken amerikanischer Geschichte, der neu für die meisten Zuschauer sein wird. Die endet mit dem vorsichtigen Hinweis, dass trotz des durch den Wilderness Act erreichten Erfolges, Kämpfe um Entwicklung keine Aussicht auf ein Ende zeigen.)

## Auszeichnungen
Der Dokumentarfilm war 1992 in der Sparte Dokumentarfilm für den Oscar nominiert. Der Oscar ging aber an Allie Light und Irving Saraf für Im Schatten der Stars.